# Bordezac
Bordezac ist eine französische Gemeinde in der Region Okzitanien. Sie gehört zum Département Gard, zum Arrondissement Alès und zum Kanton Rousson.

## Geografie
Die Gemeinde Bordezac liegt auf einem Hochplateau über dem Fluss Cèze in den Cevennen an der Grenze zum Département Ardèche, etwa 22 Kilometer nördlich von Alès. Sie grenzt im Norden an Malbosc, im Nordosten an Banne, im Osten an Gagnières, im Süden an Bessèges und im Westen an Peyremale.

## Bevölkerungsentwicklung
| Jahr                       | 1962 | 1968 | 1975 | 1982 | 1990 | 1999 | 2008 | 2020 |
| Einwohner                  | 554  | 549  | 418  | 424  | 430  | 402  | 378  | 392  |
| Quellen: Cassini und INSEE |      |      |      |      |      |      |      |      |